# Toussaint Charbonneau
Pour les articles homonymes, voir Charbonneau.
Toussaint Charbonneau (21 mars 1767 – 12 août 1843) est un explorateur né dans la Province de Québec. Dans les années 1790, il devient coureur des bois et commence à vivre parmi les Hidatsas. Analphabète, il n'a laissé aucun écrit ; c'est par ceux qu'il a côtoyés (en particulier Lewis et Clark) et qui l'ont mentionné dans leurs écrits, ainsi que par quelques actes notariés, que l'on connaît son existence.

## Biographie
Toussaint Charbonneau est né à Boucherville (Québec) le 21 mars 1767 et y est baptisé le lendemain. Descendant d'Olivier Charbonneau, il est le fils de Jean-Baptiste Charbonneau (Boucherville 1735 - Ste-Anne-de-Détroit 1791) et de Marguerite Deniau.
En 1793, il est membre d'une expédition de la Compagnie du Nord-Ouest partie ravitailler un poste sur la rivière Assiniboine. Il se lie aux communautés autochtones qu'il rencontre, notamment les Gros-ventres et les Mandans.

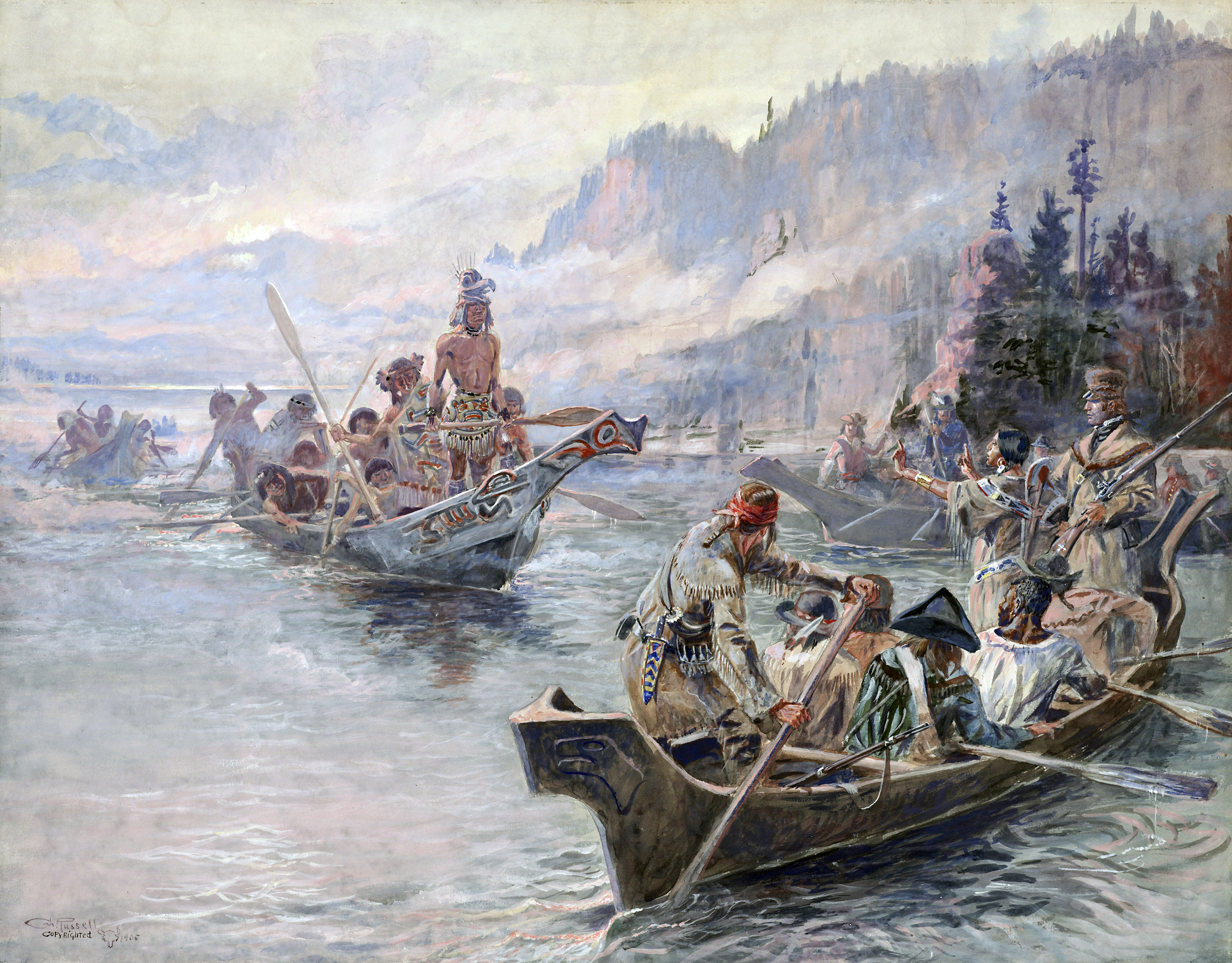
Lewis et Clark sur la rivière Columbia,
peinture de Charles Marion Russell.

Il est membre de l'expédition Lewis et Clark aux côtés de l'une de ses deux épouses shoshones Sacagawea, qui sert de guide-interprète et de leur fils Jean-Baptiste, né le 11 février 1805. Lewis le décrit comme un homme lâche et poltron, après que Charbonneau eut cédé à la panique sur sa pirogue. Charbonneau travaille pourtant comme cuisinier et interprète, se rendant utile au même titre que sa compagne. Clark invite même Charbonneau, à leur retour d'expédition, à le rejoindre à Saint-Louis, invitation que Charbonneau ne pourra honorer que trois ans plus tard. Il s'y installe quelques années et repart ensuite pour le Haut Missouri, après avoir accepté de confier son fils à la tutelle de Clark qui a pris le garçon en affection et le surnomme « Pompy ».
Charbonneau et Sacagawea rencontrent Manuel Lisa, un des fondateurs de la Compagnie des fourrures du Missouri, qui les engage comme interprète. Il sera notamment mandaté pour négocier la traite avec les Gros-Ventres.
Toussaint et Sacagawea ont par ailleurs une fille, nommée Lisette, née en 1812 à Fort Manuel Lisa (en), quelques jours avant le décès de sa mère, le 20 décembre 1812, et décédée le 16 juin 1832 à Saint-Louis. Lisette sera également prise en charge par William Clark durant l'absence de son père, parti en mission en 1813.
En 1814, il pratique la traite des autochtones avec un autre trappeur, Edward Rose, en achetant des femmes arapahos dans un village shoshone pour les vendre aux trappeurs du Haut Missouri avec un substantiel bénéfice. Il revient à Saint-Louis en 1816 et se met au service du marchand Jules de Mun (1782–1843), puis, en 1819, on le retrouve au sein de l'armée américaine. Il transige alors avec les tribus Kaws, Mandans et Gros-Ventres au nom des Américains, ainsi qu'avec les Arikaras lors d'un raid punitif d'un contingent dirigé par le colonel Henry Leavenworth dans ce qui est considéré comme le premier conflit entre les États-Unis et les Indiens des Plaines, la guerre Arikara, en 1823.

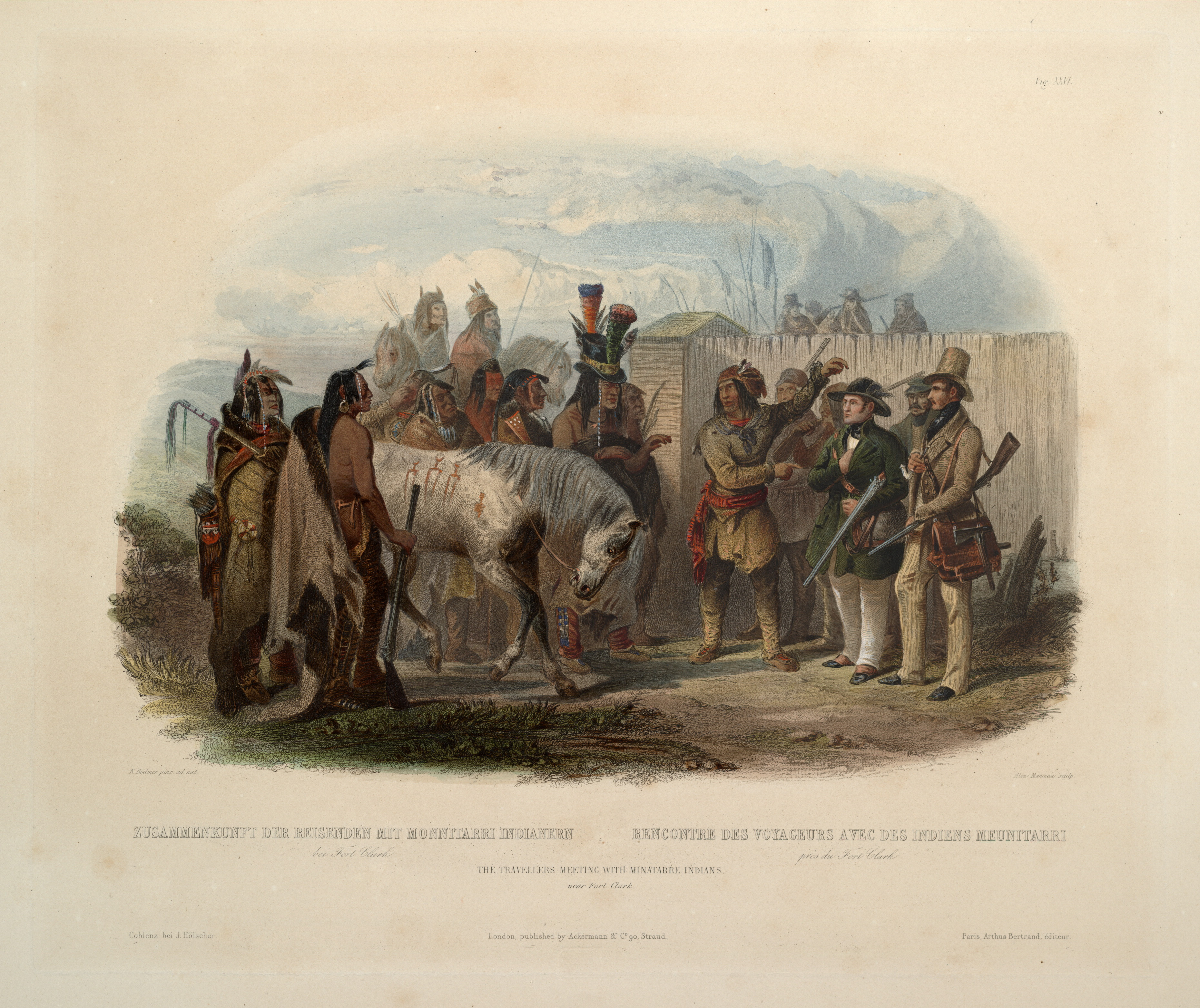
Peinture de Karl Bodmer. Le personnage qui pointe le prince Maximilien est présumé être Toussaint Charbonneau.

En 1833, Toussaint Charbonneau accompagne le prince Maximilian zu Wied-Neuwied, en expédition dans la région pour un voyage d'études. On lui doit plusieurs observations sur Charbonneau dans le journal qu'il rédige. L'interprète sert fréquemment d'intermédiaire entre le prince et les autochtones qu'il rencontre, lui décrivant les coutumes et lui faisant visiter des sites susceptibles de l'intéresser. L'année suivante, le coureur des bois retourne travailler pour l'American Fur Company pour laquelle il sert à nouveau de médiateur, comme lors de sa première embauche au sein de la compagnie en 1827. En 1837, survient l'épidémie de variole qui décime les Mandans et les Arikaras et qui aggrave le ressentiment envers les Blancs. Charbonneau doit intercéder auprès des tribus pour calmer les tensions. Mais l'année suivante, à la suite de l'hécatombe parmi les Indiens, les services de Charbonneau ne sont plus requis. Il meurt quelques années plus tard, en 1843.
Toussaint Charbonneau a eu plusieurs épouses issues des Premières Nations, dont une prisonnière assiniboine de 14 ans, alors qu'il en avait 71. Son fils Jean-Baptiste, seul survivant connu de sa progéniture, devient un chasseur estimé, maîtrisant au moins six langues.

## Dans la fiction

### Cinéma
- Il apparaît dans le film Horizons lointains (1955) de Rudolph Maté.
- Le film américain The Revenant (2015) montre une représentation libre du personnage de Toussaint Charbonneau, incarné par l'acteur français Fabrice Adde ; la composition du rôle est critiquée par les presses française et québécoise comme « antihistorique »[9].

### Bande dessinée
- Il apparaît dans l'album de BD La Fiancée de Lucky Luke.
- Il est le héros de l'une des histoires, dans le manga Les contrées sauvages de Jirō Taniguchi[10].
- Il est un des héros de l'album Frenchman, de la série Saga Indiennes de Patrick Prugne (éditeur Galerie Daniel Maghen, 2013).

### Télévision
- Les Simpson dans l'épisode 11 de la saison 15 (mars 2004) sous les traits de Milhouse van Houten[11].

- Il était une fois… les Explorateurs dans l'épisode traitant de Lewis et Clark, apparaissant comme un marchand d'esclave.